# Rafa Mineira
Rafaela Cristina Silva Pereira (Alpinópolis, 23 de setembro de 1995), mais conhecida como Rafa Mineira, é uma jogadora de futebol brasileira.

## Biografia e carreira
Rafaela é natural de Alpinópolis, em Minas Gerais. Ela iniciou sua carreira nas categorias de base do Ferroviária. Aos 15 anos, estreou no time profissional. Jogou pelo clube de 2011 até 2022.
Rafaela venceu a Copa Libertadores da América em 2015 e 2020; o Campeonato Brasileiro em 2014 e 2019; a Copa do Brasil em 2014; e o Campeonato Paulista em 2013. Todos os títulos defendendo o Ferroviária
No final de 2022, a atleta foi procurada por Thiago Viana, então técnico do São Paulo, que ofereceu uma proposta para que ela defendesse o time paulista na temporada de 2023. Como vínculo de Rafaela com o clube Ferroviária ainda tinha mais um ano de duração, ela solicitou judicialmente a rescisão contratual por conta de atrasos nos depósitos do FGTS e irregularidades na CLT. Para fins de garantir a preferência da jogadora e a integridade do processo, Antônio Luiz Belardo, então diretor do futebol feminino, oficializou a proposta no dia 19 de janeiro. No dia 23, a 1.ª Vara do Trabalho de Araraquara outorgou liminar, autorizando a jogadora a assinar com o novo time imediatamente. Porém, três dias depois, o então coordenador do São Paulo, Kaio Pereira, comunicou a equipe da jogadora que o clube estava retirando a proposta, alegando que era uma decisão do presidente do time Julio Casares. Como a proposta feita pelo time paulista previa uma cláusula com efeito vinculante, Rafaela entrou com uma ação para que o contrato fosse cumprido. Em 1.º de março, a 86.ª Vara do Trabalho de São Paulo concedeu a liminar, obrigando a equipe paulista a cumprir a proposta em até dez dias, com pena de R$ 5 mil de multa por dia caso a data não fosse cumprida. A equipe jurídica do clube tentou revogar a decisão, entretanto a juíza negou e, no dia 15 de março, estipulou uma nova multa, no valor de R$ 50 mil por dia em caso de descumprimento. Por fim, o contrato foi assinado no dia 16 de março e o anúncio da contratação feito no dia 1.º de abril.

## Principais conquistas
Copa Libertadores da América
- 2015 – Campeã
- 2020 – Campeã

Campeonato Brasileiro
- 2014 – Campeã
- 2019 – Campeã

Copa do Brasil
- 2014 – Campeã

Campeonato Paulista
- 2013 – Campeã